# Trung tâm Nghiên cứu Quốc tế và Khu vực
Trung tâm Nghiên cứu Quốc tế và Khu vực (tiếng Anh: Center for International and Regional Studies, viết tắt là CIRS) là một trung tâm nghiên cứu về các vấn đề quốc tế và khu vực của Trường Dịch vụ Đối ngoại Edmund A. Walsh thuộc Viện Đại học Georgetown. Thành lập vào năm 2005 tại Doha, CIRS hoạt động chủ yếu trong 4 lĩnh vực: nghiên cứu, hội nghị, xúc tiến cộng đồng và xuất bản. Các hoạt động chính của trung tâm tập trung vào các vấn đề chính trị của khu vực Trung Đông cũng như toàn cầu. Đây là một trong 21 trung tâm và viện nghiên cứu của Trường Dịch vụ Đối ngoại Edmund A. Walsh.

## Các dự án nghiên cứu

### Chính sách Chăm sóc Sức khỏe và Chính trị ở các quốc gia vùng Vịnh
CIRS đã khởi động một dự án nghiên cứu về chủ đề “Chính sách chăm sóc sức khỏe và chính trị ở các quốc gia vùng Vịnh.” Dự án được thực hiện nhằm thúc đẩy một cuộc điều tra học thuật về sự thay đổi về tình trạng sức khỏe của khu vực trong một vài thập kỷ qua, cũng như xác định các tác động kinh tế, chính trị và xã hội của việc quản lý chăm sóc sức khỏe trong khu vực.

### Các trào lưu xã hội ở Maghreb
Sáng kiến nghiên cứu này được đưa ra nhằm khám phá về những biến thể trong việc thúc đẩy các phong trào xã hội tại Algeria, Tunisia, Mauritania, Morocco và Libya trong suốt sự kiện Mùa xuân Ả Rập.

### Sự phát triển của các thành phố toàn cầu tại vùng Vịnh
Dự án nghiên cứu đa ngành này tập trung chủ yếu vào vai trò văn hóa và xã hội của các quốc gia vùng Vịnh bằng cách xem xét bối cảnh đô thị và cấu hình của các thành phố trên. Bằng cách tương tác với các chuyên gia từ nhiều lĩnh vực khác nhau, dự án đã tìm cách kết nối sự hiểu biết ở cấp độ vĩ mô về các dự án đô thị với sự hiểu biết ở cấp độ vi mô về không gian cư trú và các tương tác xã hội.

### Chuyển tiếp Tư pháp tại Trung Đông
CIRS đưa ra sáng kiến nghiên cứu này để xem xét các trải nghiệm khác nhau về chuyển đổi tư pháp sau thời kỳ Mùa xuân Ả Rập.